# Gladir Cabral
Gladir da Silva Cabral, mais conhecido como Gladir Cabral (Itajaí, 20 de agosto de 1962) é um cantor, compositor, escritor, poeta e professor universitário brasileiro.

## Biografia
Tornou-se protestante durante a década de 1970 e participou de alguns festivais de música. Ao se mudar para Florianópolis e, mais tarde, Campinas, estudou teologia e se tornou um pastor presbiteriano. Paralelamente a isso, escrevia músicas e, em 1990, uma de suas canções, "Navio Negreiro", foi gravada pelo Milad no álbum Pra Cima Brasil!.
Desde 1985 é casado com Ruth, com quem teve duas filhas.
É professor da Universidade do Extremo Sul Catarinense e tem, como área de estudo, a literatura. Antes disso, cursou mestrado e doutorado na Universidade Federal de Santa Catarina.

## Carreira
Iniciou carreira solo em 1996 com o disco Claridade, que contou com arranjos do cantor João Alexandre. Produziu vários discos ao longo das décadas de 1990 e 2000. Em 2009, gravou seu primeiro DVD, Casa Grande, lançado em 2011. Como compositor, fez várias parcerias com Jorge Camargo. Em 2012, Gladir e Jorge gravaram um disco juntos.
Outros artistas e bandas gravaram composições de Gladir Cabral, como Carlinhos Veiga, Gerson Borges, Stênio Marcius, Paulo Nazareth e a banda de indie folk Os Arrais.[carece de fontes?]

## Discografia
- 1996: Claridade
- 1998: Vôo de Pássaro
- 1999: Cantos e Sonhos
- 2000: Amigos de Jesus
- 2004: Luz para o Caminho
- 2008: Água no Deserto
- 2011: Casa Grande
- 2012: A Poesia Caminha... Histórias de Viagens Sobre Cidades e Sonhos
- 2014: Mil Caminhadas
- 2015: Temporão
- 2017: Gentes